# Европско првенство у атлетици у дворани 2017 — 1.500 метара за жене
Такмичење у трчању на 1.500 метара у женској конкуренцији на 34. Европском првенству у дворани 2017. у Београду одржано је 3. и 4. марта у Комбанк арени.
Титулу освојену у Прагу 2015. није бранила Сифан Хасан из Холандије.

## Земље учеснице
Учествовало је 19 такмичарки из 14 земаља.
1. Албанија (1)
2. Белорусија (1)
3. Ирска (2)
4. Кипар (1)
5. Немачка (1)
6. Пољска (2)
7. Румунија (1)
8. Србија (1)
9. Турска (2)
10. Уједињено Краљевство (2)
11. Украјина (1)
12. Чешка (1)
13. Шведска (2)
14. Шпанија (1)

## Рекорди
| Рекорди пре почетка Европског првенства 2017.     | Рекорди пре почетка Европског првенства 2017. | Рекорди пре почетка Европског првенства 2017. | Рекорди пре почетка Европског првенства 2017. | Рекорди пре почетка Европског првенства 2017. | Рекорди пре почетка Европског првенства 2017. |
| ------------------------------------------------- | --------------------------------------------- | --------------------------------------------- | --------------------------------------------- | --------------------------------------------- | --------------------------------------------- |
| Светски рекорд                                    | Гензебе Дибаба                                | Етиопија                                      | 3:55,17                                       | Карлсруе, Немачка                             | 1. фебруар 2014.                              |
| Европски рекорд                                   | Абебе Арегави                                 | Шведска                                       | 3:57,91                                       | Стокхолм, Шведска                             | 6. фебруар 2014.                              |
| Рекорди европских првенстава                      | Дојна Мелинте                                 | Румунија                                      | 4:02,54                                       | Пиреј, Грчка                                  | 3. март 1985.                                 |
| Најбољи светски резултат сезоне у дворани         | Гензебе Дибаба                                | Етиопија                                      | 3:58,80                                       | Торуњ, Пољска                                 | 10. фебруар 2017.                             |
| Најбољи европски резултат сезоне у дворани        | Сифан Хасан                                   | Холандија                                     | 4:03,05                                       | Њујорк, Сједињене Државе                      | 11. фебруар 2017.                             |
| Рекорди после завршеног Европског првенства 2017. |                                               |                                               |                                               |                                               |                                               |
| Рекорди европских првенстава                      | Лора Мјур                                     | Велика Британија                              | 4:02,39                                       | Београд, Србија                               | 4. март 2017.                                 |
| Најбољи европски резултат сезоне у дворани        | Лора Мјур                                     | Велика Британија                              | 4:02,39                                       | Београд, Србија                               | 4. март 2017.                                 |

## Најбољи европски резултати у 2017. години
Десет најбољих европских такмичарки у трци на 1.500 метара у дворани 2017. године пре почетка првенства (3. марта 2017), имале су следећи пласман на европској и светској ранг листи. (СРЛ)
| 1.  | Сифан Хасан             | Холандија | 4:03,05 | 11. фебруар | 2. СРЛ  |
| 2.  | Констанце Клостерхалфен | Немачка   | 4:04,91 | 11. фебруар | 5. СРЛ  |
| 3.  | Мераф Бахта             | Шведска   | 4:06,40 | 10. фебруар | 7. СРЛ  |
| 4.  | Софија Енауи            | Пољска    | 4:06,59 | 10. фебруар | 8. СРЛ  |
| 5.  | Љуиза Гега              | Албанија  | 4:06,66 | 17. фебруар | 9. СРЛ  |
| 6.  | Клаудија Бобоча         | Румунија  | 4:08,19 | 15. фебруар | 10. СРЛ |
| 7.  | Рената Плиш             | Пољска    | 4:09,48 | 14. фебруар | 14. СРЛ |
| 8.  | Мерјем Акдаг            | Турска    | 4:09,95 | 17. фебруар | 15. СРЛ |
| 9.  | Симона Врзалова         | Чешка     | 4:10,04 | 14. фебруар | 16. СРЛ |
| 10. | Дијана Мезулијаникова   | Чешка     | 4:11,53 | 14. фебруар | 24. СРЛ |
|     |                         |           |         |             |         |
| 13. | Амела Терзић            | Србија    | 4:12,51 | 4. фебруар  | 31. СРЛ |

Такмичарке чија су имена подебљана учествовале су на ЕП.

## Сатница
| Датум         | Време | Ниво          |
| ------------- | ----- | ------------- |
| 3. март 2017  | 17:05 | Квалификације |
| 4. март 2017. | 19:45 | Финале        |

## Квалификациона норма
| дворана                | отворено |
| ---------------------- | -------- |
| 4:16,00 4:34,00 (миља) | 4:12,00  |

## Освајачи медаља
|                                  |                                   |                       |
| Лора Мјур · Уједињено Краљевство | Констанце Клостерхалфен · Немачка | Софија Енауи · Пољска |

## Резултати

### Квалификације
Такмичење је одржано 3. марта 2019. године у 17:05. У финале су се пласирале по 2 првопласиране из 3 квалификационе групе (КВ) и 3 на основу постигнутог резултата (кв).,,
| Место | Група | Стаза | Атлетичарка             | Земља                | ЛР      | ЛРС     | Резултат | Белешка |
| ----- | ----- | ----- | ----------------------- | -------------------- | ------- | ------- | -------- | ------- |
| 1.    | 1     | 7     | Лора Мјур               | Уједињено Краљевство | 4:05,32 |         | 4:10,28  | КВ      |
| 2.    | 1     | 4     | Амела Терзић            | Србија               | 4:12,51 | 4:12,51 | 4:10,35  | КВ, НР  |
| 3.    | 1     | 1     | Констанце Клостерхалфен | Немачка              | 4:04,91 | 4:04,91 | 4:10,37  | кв      |
| 4.    | 3     | 1     | Софија Енауи            | Пољска               | 4:06,59 | 4:06,59 | 4:11,91  | КВ      |
| 5.    | 2     | 5     | Мераф Бахта             | Шведска              | 4:06,40 | 4:06,40 | 4:12,39  | КВ      |
| 6.    | 2     | 6     | Сара Меконалд           | Уједињено Краљевство | 4:11,62 | 4:11,62 | 4:12,50  | КВ      |
| 7.    | 2     | 4     | Дарја Барисевич         | Белорусија           | 4:13,15 | 4:13,15 | 4:12,52  | кв, ЛР  |
| 8.    | 2     | 2     | Кјара Магеан            | Ирска                | 4:08,66 | 4:12,46 | 4:12,81  | кв      |
| 9.    | 3     | 3     | Љуиза Гега              | Албанија             | 4:06,66 | 4:06,66 | 4:13,40  | КВ      |
| 10.   | 3     | 6     | Симона Врзалова         | Чешка                | 4:10,04 | 4:10,04 | 4:14,31  |         |
| 11.   | 2     | 1     | Олена Сидорска          | Украјина             | 4:15,30 | 4:15,30 | 4:14,95  | ЛР      |
| 12.   | 1     | 6     | Катажина Броњатовска    | Пољска               | 4:09,01 | 4:11,73 | 4:15,02  |         |
| 13.   | 3     | 4     | Соланге Андреја Переира | Шпанија              | 4:13,54 | 4:13,54 | 4:15,09  |         |
| 14.   | 3     | 2     | Лин Нилсон              | Шведска              | 4:11,77 | 4:11,77 | 4:15,25  |         |
| 15.   | 2     | 3     | Мерјем Акдаг            | Турска               | 4:09,95 | 4:09,95 | 4:16,08  |         |
| 16.   | 1     | 3     | Клаудија Бобоча         | Румунија             | 4:08,19 | 4:08,19 | 4:16,98  |         |
| 17.   | 1     | 5     | Озлем Каја              | Турска               | 4:12,55 | 4:12,55 | 4:20,37  |         |
| 18.   | 3     | 5     | Кери О'Флахерти         | Ирска                | 4:14,63 | 4:14,63 | 4:23,82  |         |
| 19.   | 1     | 2     | Наталија Евангелидоу    | Кипар                | 4:15,68 | 4:15,68 | 4:24,61  |         |

Подебљани лични рекорди су и национални рекорди земље коју такмичарка представља

### Финале
финале је одржано 4. марта 2017. године у 19:45.,
| Место | Атлетичарка             | Земља                | Резултат | Белешка          |
| ----- | ----------------------- | -------------------- | -------- | ---------------- |
|       | Лора Мјур               | Уједињено Краљевство | 4:02,39  | РЕП, ЕРС, НР, ЛР |
|       | Констанце Клостерхалфен | Немачка              | 4:04,45  | ЛР               |
|       | Софија Енауи            | Пољска               | 4:06,59  |                  |
| 4.    | Мераф Бахта             | Шведска              | 4:07,90  |                  |
| 5.    | Љуиза Гега              | Албанија             | 4:11,64  |                  |
| 6.    | Сара Меконалд           | Уједињено Краљевство | 4:13,67  |                  |
| 7.    | Дарја Барисевич         | Белорусија           | 4:13,81  |                  |
| 8.    | Амела Терзић            | Србија               | 4:25,15  |                  |
| 9.    | Кјара Магеан            | Ирска                | НЗ       |                  |

### Пролазна времена у финалу
| Дистанца | Атлетичарка | Држава               | Време   |
| -------- | ----------- | -------------------- | ------- |
| 300 м    | Лора Мјур   | Уједињено Краљевство | 52,87   |
| 700 м    | Лора Мјур   | Уједињено Краљевство | 1:56,21 |
| 1.100 м  | Лора Мјур   | Уједињено Краљевство | 3:00,92 |